# Waller Kirche
Die Waller Kirche ist eine evangelische Pfarrkirche in Bremen im Stadtteil Walle, Lange Reihe 79. Das Kirchengebäude besteht aus einem Schiff der 1950er Jahre und einem Turm der Renaissance, beide aus Backstein. Seit 1973 steht es unter Bremer Denkmalschutz (Siehe Liste der Kulturdenkmäler in Walle#0837).

## Geschichte
Die alte Michaeliskapelle vor dem Ansgari- und dem Doventor, in der die Einwohner der Dörfer Walle und Utbremen bis dahin den Gottesdienst besucht hatten, war 1524 von betrunkenen Bürgern abgerissen worden. Daraufhin wurde den Einwohnern von Walle gestattet, in ihrem Dorf ein Gotteshaus zu errichten. Bremen befand sich seit 1522 in der ersten lebhaften Phase seiner Reformation. Nach Fertigstellung der 1524 gebauten „Kerke Sunte Michalis tho Walle“ wurden hier daher von Anfang an protestantische, zunächst lutherische, Gottesdienste gehalten.
Im Jahr 1658 erhielt die Kirche einen Westturm, dessen Baukosten aus dem Legat des in Walle verstorbenen Ritters Christoph Ludwig Raschen (1584–1645) finanziert wurden. 1725/26 wurde die Kirche zu einem querorientierten Predigersaal nach dem Muster der St.-Pauli-Kirche in der Bremer Neustadt umgebaut –, wie es in den damals reformierten bremischen Kirchen üblich war.
Im Zweiten Weltkrieg brannte das Kirchenschiff 1942 durch einen Bombenangriff aus. Nach den Plänen von Julius Schulte-Frohlinde wurde es von 1952 bis 1956 wieder aufgebaut. Die Außenmauern wurden auf den alten Fundamenten und in ähnlicher Gestaltung errichtet, jedoch wurde im Osten ein Altarraum angebaut und damit die reformatorische Altarposition wieder aufgegeben. Die Seitenwände sind durch fünf wie schon vor dem Krieg rechteckige Fenster und durch Strebepfeiler gegliedert. Das Satteldach hat beidseitig drei Fledermausgauben. Mehrere steinerne Wappen zieren das Äußere.

## Turm
Bei der Zerstörung der Kirche 1942 blieb der zierliche Renaissanceturm von 1658 fast unversehrt erhalten. Er war wie ein Epitaph zum Gedächtnis über dem Grabmal des Ritters Raschen errichtet worden. Der Ritter war zuletzt im Dienst der schwedischen Krone bei Hofe und im Kriege gewesen als „Geheimmerrath des evangelischen (schwedischen) Reichsgerichts“ und davor „Beysitzer des Niedersächsischen und Westphälischen Reiches Director“. Der mittelelbische Ritter war zuletzt Pächter des Gutes Walle. Das Grab lag aber nach Grabungen von 1952 nicht unter, sondern neben dem Turm.
Auf einem quadratischen Sockel erhebt sich der achteckige Turm. Der Schaft ist durch drei umlaufende Sandsteinsimse gegliedert, seine Ecken mit Sandsteinquadern verziert. Das Dach besteht aus einer  welschen Haube, einer Laterne und einem spitzen Helm.

## Innerenraum
Das helle Innere überspannte damals eine flache Decke, im Charakter aus der Erbauungszeit als reformierte Kirche. Eine Empore stand an drei Seiten. Altar und Kanzel befanden sich bei der querausgerichteten Kirche ursprünglich an der nördlichen Seitenwand.
Die Kirchbänke orientieren sich nach 1952 auf den Altar an der Ostseite. Auf der Empore an der Westseite befindet sich die Orgel. Die Decke ist heute wie ein flaches Tonnengewölbe aus Holz ausgebildet.

## Orgel

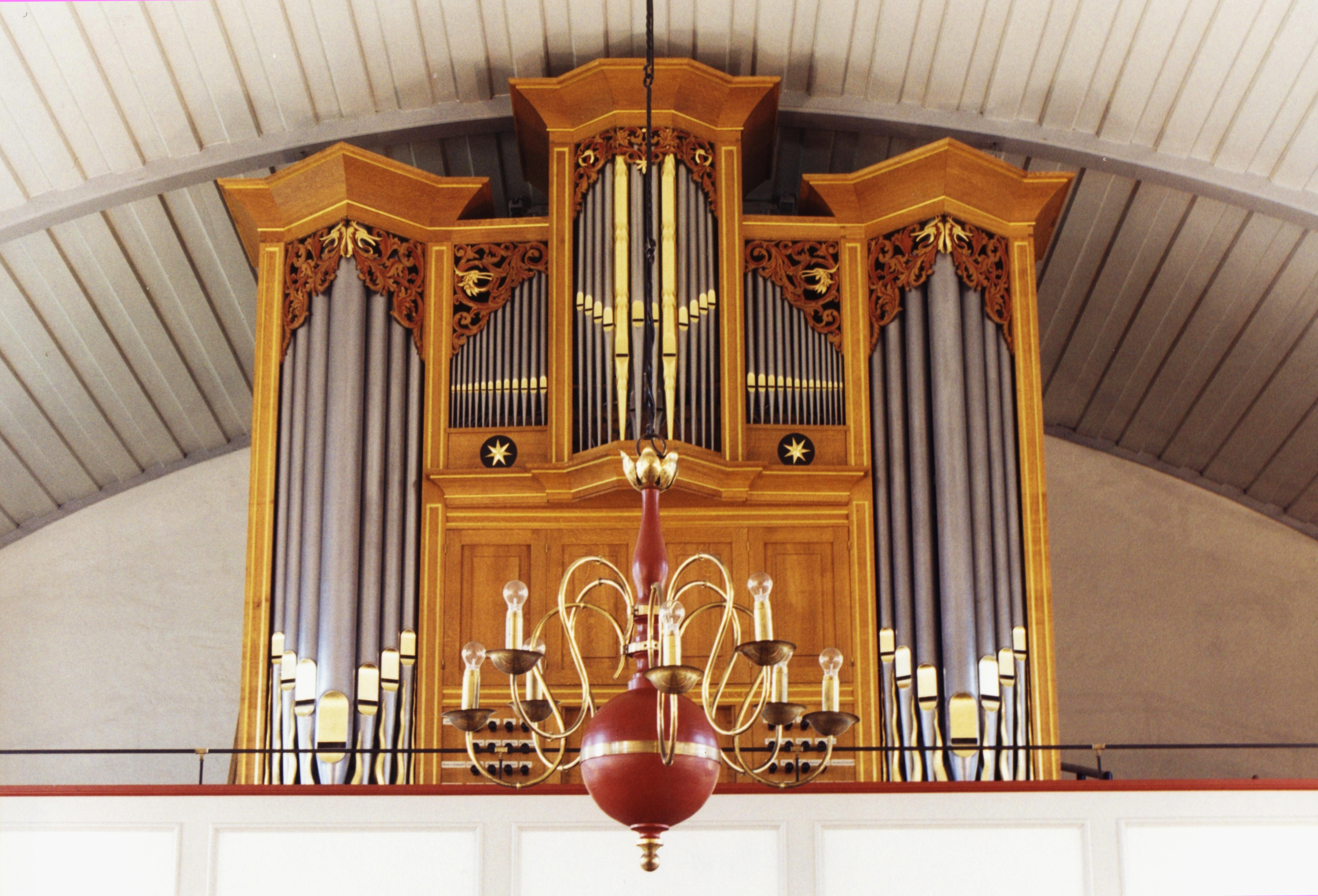
Van-der-Putten-Orgel von 2002

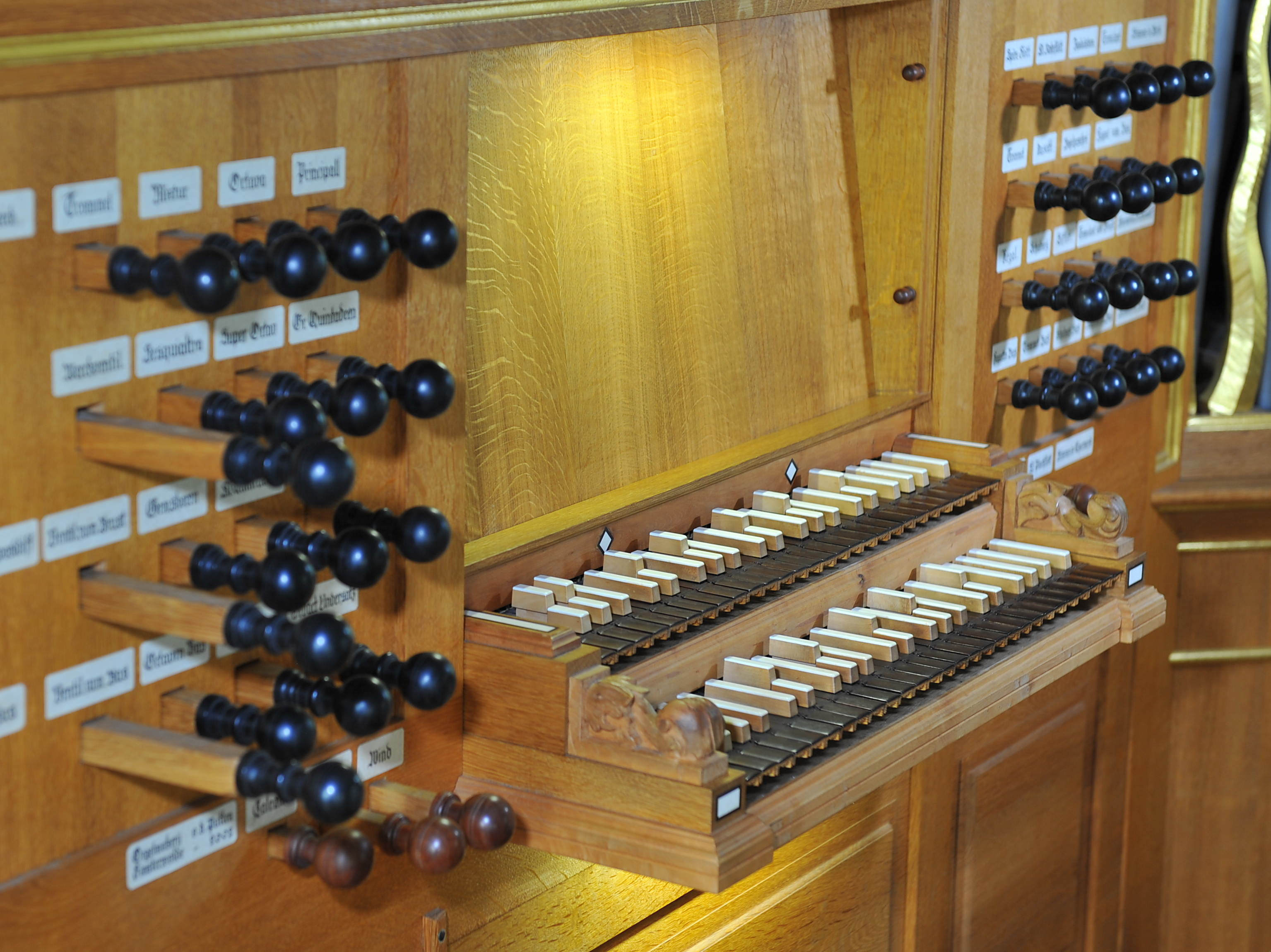
Spieltisch der Orgel, Klaviaturen mit geteilten Obertasten

2002 baute die Werkstatt Winold van der Putten (Finsterwolde, Niederlande) auf der westlichen Empore eine Orgel im norddeutsch-niederländischen Stil des 17. Jahrhunderts. Das zweimanualige Instrument verfügt über 26 Register in Hauptwerk, Brustwerk, Chorwerk und Pedal.
Als Vorbild dienten vor allem die Orgeln von Theodorus Faber in Zeerijp und Coevorden. Die Gestaltung des Prospekts des Hauptwerks ist an Coevorden angelehnt, die Bauweise der Register des Hauptwerks an die Orgel in Buttforde (Joachim Richborn, 1681), die Register des Brustwerks an die Kleine Orgel der Lübecker Jakobikirche (Friedrich Stellwagen, 1636–1637) und die Pedalregister an Zeerijp (Theodorus Faber, 1651), Buttforde, Stralsund/St. Marien (Friederich Stellwagen, 1653–1659) sowie an Stade/St. Cosmae (Berendt Hus, 1669–1673 oder 1675?; Arp Schnitger, 1688). Bei der Konzeption waren Harald Vogel, Gebhard Kaiser (1921–2009), Ibo Ortgies und Daniela Staiger als Berater tätig.
Die Orgel hat zwei verschiedene Stimmtonhöhen und Temperaturen. Die 23 Register des Hauptwerks, Brustwerks und Pedals sind mitteltönig (1⁄4 syntonisches Komma) und haben die Stimmtonhöhe von a1 = 415 Hz, die im 17. und 18. Jahrhundert verbreitet war (z. B. als Kammerton der Bachzeit). Die Töne dis und as sind zusätzlich als Subsemitonien in Form geteilter Obertasten verfügbar. In den Manualwerken gibt es die Subsemitonien von der kleinen Oktave bis einschließlich dis1, im Pedal befinden sie sich ausschließlich in der kleinen Oktave. Darüber hinaus gibt es die Möglichkeit, nach Bedarf zwischen den Tönen b und ais umzuschalten, und zwar durch einen als Registerzug gestalteten Mechanismus. Die Orgel hat daher in diesen drei Werken bis zu 15 Töne pro Oktave. Damit wird einerseits der begrenzte Rahmen der in der klassischen Mitteltönigkeit verfügbaren Töne bzw. Tonarten erweitert. Andererseits kann das Instrument ein Ensemble auch in der Stimmtonhöhe des im 17. und 18. Jahrhundert verbreiteten gemeinen Chortons (hier a1 = 464 Hz) begleiten – hierzu muss der Organist den Continuo-Part um einen Ganzton aufwärts transponieren. Ein Ton ais der Klaviatur entspricht dann dem gis im Kammerton, so dass der übliche mitteltönige Rahmen für Musik bis um 1700 darstellbar ist.
Während der Bauphase kamen früh zusätzlich Wünsche in der Gemeinde auf, dass auch die Begleitung  von Ensembles möglich sein sollte, die den modernen Standardkammerton verwenden. Der Orgelbauer konnte diesen Wünschen dadurch entsprechen, dass drei Register zusätzlich als Chorwerk gebaut wurden, die vom II. Manual aus gespielt werden und in der Stimmtonhöhe a1 = 440 Hz stehen. Diese Register sind wohltemperiert gestimmt und werden daher üblicherweise nicht mit den anderen Registern zusammen gespielt.
Die Disposition lautet wie folgt:
| I Werck CDEFGA–d3 |     |
| Gr. Quintadeen    | 16′ |
| Principal         | 8′  |
| Spitz Flött       | 8′  |
| Octava            | 4′  |
| Kl. Rohrflött     | 4′  |
| Nasatt            | 3′  |
| Super Octav       | 2′  |
| Sesquialtra II    |     |
| Mixtur IV         |     |
| Trommet           | 8′  |

| II Brustposidiff CDE–d3 |    |
| Gedact                  | 8′ |
| Kl. Quintadeen          | 4′ |
| Gemshoren               | 2′ |
| Sifflitt                | 1′ |
| Regal                   | 8′ |
| Schalmey                | 4′ |

| II Chorwerck CDE–d3 |    |
| Holz Gedact         | 8′ |
| Kl. Holz Principall | 4′ |
| Kl. Plockflött      | 2′ |
| Tremulant           |    |

| Pedal CDE–f1     |     |
| Gedact Undersatz | 16′ |
| Principall Bas   | 8′  |
| Octaven Bas      | 4′  |
| Nachthoren Bas   | 2′  |
| Fagotto Bas      | 16′ |
| Trommet Bas      | 8′  |
| Schalmey Bas     | 4′  |

- Koppel: I/P
- Neben- und Effektregister: Tremulant, Zimbelstern, Trommel, Vogelgeschrei
- Spielhilfen: 3 Sperrventile, Umstellung Ais/B

## Friedhof
Der ehemalige Kirchfriedhof ist heute eine Grünfläche, auf dem im Norden noch fünf alte Grabsteine aus der Zeit vor 1646 bis etwa 1900 stehen. Im Kirchturm ist eine eingelassene Grabplatte aus dem Jahr 1646. Der städtische Waller Friedhof von 1875 befindet sich in der Nähe.

## Kirchgemeinde
Aktivitäten der Kirchengemeinde Walle, die von Mirjam-Gemeinde weitergeführt werden, waren u. a.: RAZ (Ran an die Zukunft), die Kindertagesstätte „Schnecke“, Spielkreis, die Kinderkrippe „Fienchen“, das Seniorencafé, Frauenkreise, der Gemeindechor und die Christlichen Pfadfinder. Das Gemeindehaus (seit 2025 Gemeindezentrum der Mirjam-Gemeinde)  befindet sich in der nahen Ritter-Raschen-Straße.
Seit 2005 (Kooperationsvertrag 2007 „Ev. Gemeindeverbund Immanuel & Walle“) wirkten die Kirchengemeinde Walle in der Ritter-Raschen-Straße 41 und die Immanuel-Gemeinde mit der Immanuel-Kapelle zusammen.
Die Gemeinde schloss sich zum 1. Januar 2025 mit der Immanuel-Gemeinde und der Gemeinde St. Michaelis-St. Stephani (St. Stephani und St. Michaelis) zur Evangelischen Mirjam-Gemeinde zusammen.